# لافایت (اورگن)
لافایت (به انگلیسی: Lafayette) شهری در شهرستان یمهیل ایالت اورگن است و در سرشماری سال ۲۰۱۱ میلادی، ۳٬۷۴۲ نفر جمعیت داشته که نسبت به سال ۲۰۱۰، −۰٫۰۵ درصد رشد جمعیت داشته‌است.

## موقعیت جغرافیایی
موقعیت جغرافیایی شهرها و مناطق اطراف به شرح زیر است: